# Daniel Kleitman
Daniel J. Kleitman (Nova York, 4 d'octubre de 1934) és un matemàtic nord-americà especialitzat en combinatòria. Kleitman tracta de combinatòria (teoria de gràfics) amb aplicacions relacionades amb la Investigació d'operacions.
Kleitman va estudiar física en Universitat de Cornell (Bachelor 1954) i la Universitat Harvard, on va rebre el seu Màster el 1955 i al 1958 i amb Julian Schwinger va doctorar-se en un treball sobre les Propietats estàtiques de partícules de Fermi pesades; la dispersió de nucleó-deutron a altes energies. Durant el seu postdoctorat va estar de 1958-1959 a la Universitat de Copenhaguen. De 1960 a 1966 va ser professor adjunt de física a la Universitat de Brandeis. Allí va canviar, per la influència de Paul Erdős, el seu camp de treball a les matemàtiques i va publicar diverses vegades amb ell. El 1966 es va convertir en professor associat i, el 1969, professor de matemàtiques al Massachusetts Institute of Technology (MIT). De 1979 a 1984 va ser cap de la Facultat.
Va ser consultor matemàtic per a la pel·lícula Good Will Hunting. Amb alguns altres matemàtics (Ronald Graham, Douglas West, George B. Purdy, Paul Erdös, Fan Chung) va publicar sota el pseudònim G. W. Peck des de 1979. De 1975 a 1982 va ser redactor de la revista J. Mètodes algebraics i discretes de la SIAM. Forma part de la Acadèmia Americana de les Arts i les Ciències (des de 1973) i l'Acadèmia de Ciències de Nova York. Entre els seus estudiants de doctorat hi ha Stephen Altschul i Michael Saks.